# Bacio Perugina
Il Bacio Perugina è un cioccolatino dalla forma irregolare e tondeggiante, farcito con gianduia, granella di nocciola e ricoperto di cioccolato fondente. È prodotto dalla Perugina a Perugia.
La presentazione e il confezionamento del "bonbon" sono opera di Federico Seneca, direttore artistico della Perugina negli anni venti, che, rielaborando la rappresentazione del quadro di Francesco Hayez Il bacio, creò la tipica scatola blu con l'immagine di due innamorati. Fu sempre sua l'idea di inserire i cartigli contenenti le frasi d'amore che ancora oggi caratterizzano lo storico cioccolatino.

## Storia

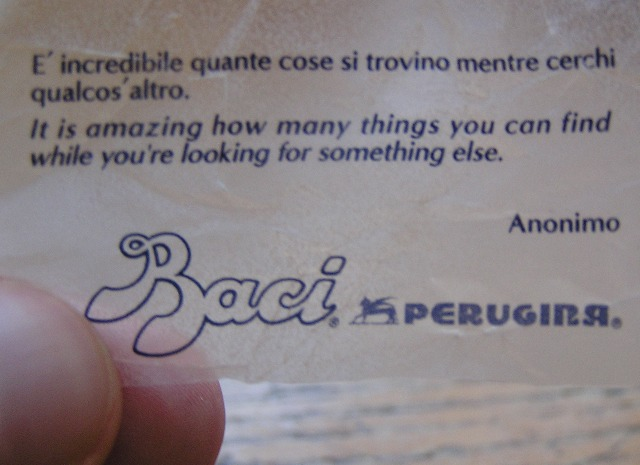
Un cartiglio con la frase "È incredibile quante cose si trovino mentre cerchi qualcos'altro"

Si dice che il Bacio Perugina sia nato dall'idea di Luisa Spagnoli di impastare, con altro cioccolato, i frammenti di nocciola che venivano gettati durante la lavorazione dei dolciumi. Ne venne fuori uno strano cioccolatino dalla forma irregolare, che ricordava l'immagine di un pugno chiuso, dove la nocca più sporgente era rappresentata da una nocciola intera. Fu chiamato per questo "Cazzotto".
Giovanni Buitoni, contemporaneamente amministratore delegato della Perugina e presidente della Buitoni, non convinto che fosse una buona idea proporre dei cioccolatini da regalare denominati "Cazzotto", volle ribattezzarli con un nome più adatto. Nacque così il "Bacio" Perugina. I primi cartigli apparvero negli anni trenta, anche se Federico Seneca, l'allora direttore artistico dell'azienda, non li ritenne inizialmente romantici come quelli che conosciamo oggi.
Una versione che ha il sapore della leggenda ci racconta che Luisa avesse l'abitudine di scrivere brevi messaggi al suo amante Giovanni Buitoni, avvolgendoli attorno ai cioccolatini che poi gli mandava perché li controllasse. Pare che Federico Seneca ispirandosi alla suddetta inconfessata storia d'amore volle legare per sempre questo dolce pensiero al cioccolatino. Così oggi tra il cioccolatino e l'incarto argentato troviamo ancora un messaggio scritto in varie lingue.

## Versioni

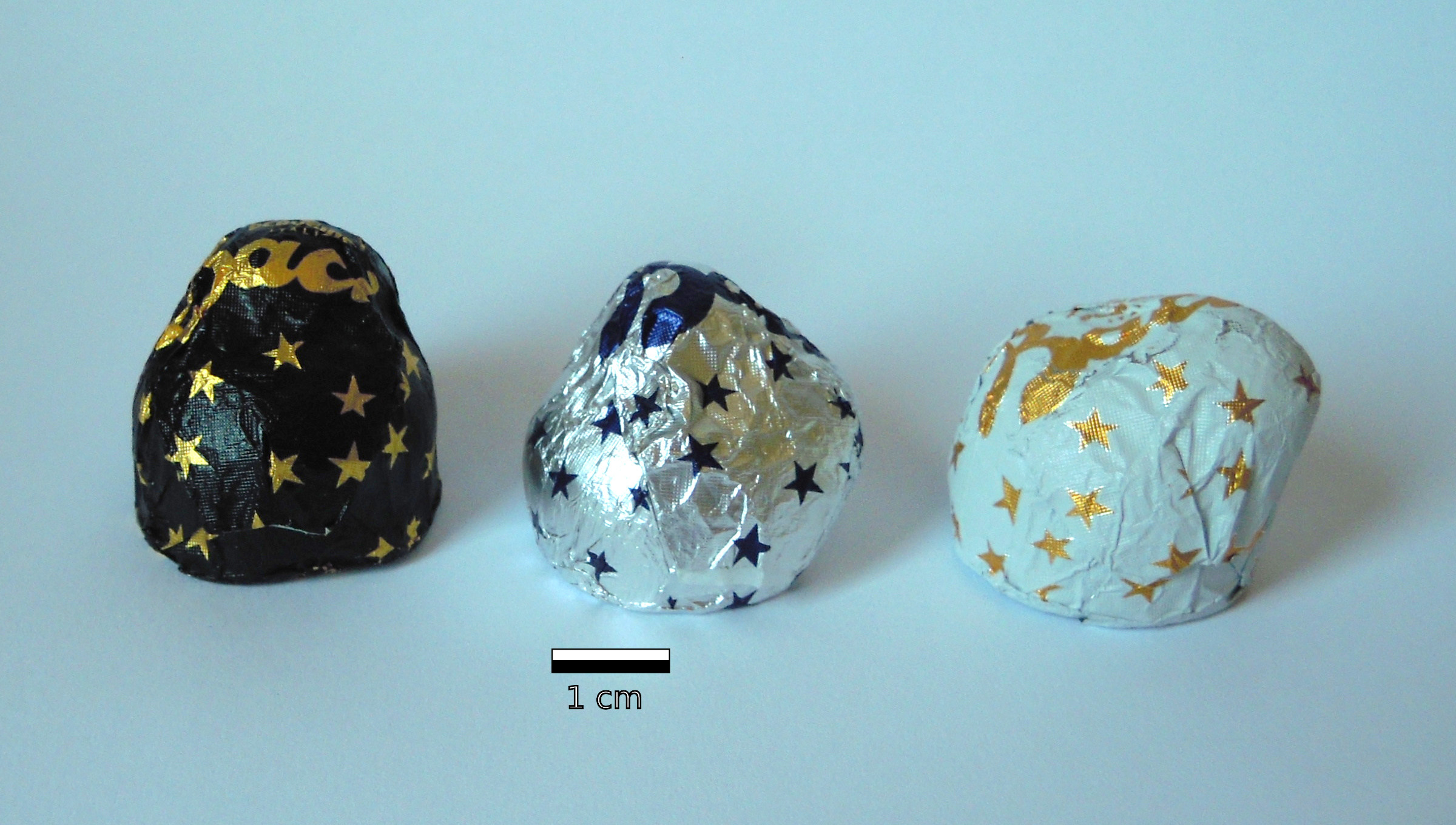
Tre diversi tipi di baci, da sinistra verso destra: Fondentissimo, Classico e Bianco Armonioso

Nel corso della vita del prodotto, furono realizzate alcune varianti (ad es. nel 1964 una versione con ciliegia e liquore in luogo della nocciola, in un incarto dorato con la grafica rossa anziché argentato con la grafica blu, con la confezione anch'essa rossa), ma lo scarsissimo favore riscontrato presso il pubblico fece regolarmente rientrare ogni tentativo di innovazione. Tale tipo di cioccolatino è stato riproposto anche nel 2007, ma solo per pochi mesi. Le varianti disponibili sono:
- Classico Fondente Luisa[4]
- Limited Edition Ruby (con cacao Ruby)[5][6]
- Fondentissimo 70%[7]
- Latte Avvolgente[8] (dal 2024 rinominato in: Latte Vellutato)
- Bianco Armonioso[9]
- Limited Edition Gold (con copertura colore ambra e aroma al caramello)[10][11][12]
- Limited Edition Dolce Vita (con cioccolato bianco e granella aromatizzata al limone)[13][14]
- Limited Edition Amore e Passione (con copertura rosso rubino e cristalli al gusto di lampone)[15][16]
- Caffè Avvolgente[17][18]
- Amaretto[19][20]
- Caramellato alle Mandorle[21][22]

## Campagne pubblicitarie

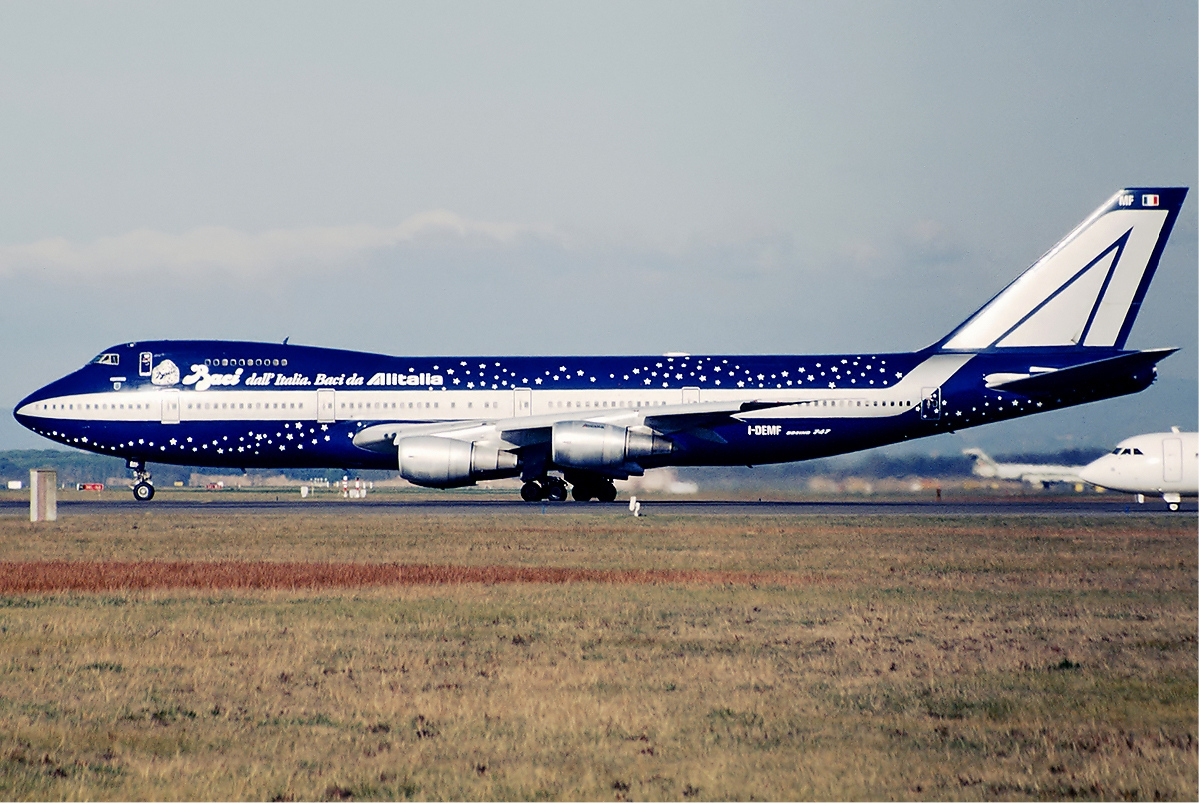
Il Boeing 747 in livrea Baci Perugina

La campagna pubblicitaria del 1934, promossa da Aldo Spagnoli, direttore della pubblicità alla Buitoni-Perugina, consistette nello sponsorizzare la trasmissione radiofonica I quattro moschettieri di Angelo Nizza e Riccardo Morbelli, attraverso la creazione delle celebri figurine disegnate da Angelo Bioletto, tra cui il famoso e introvabile Feroce Saladino.
Perugina e Alitalia concepirono una divulgazione congiunta per i Baci: il Boeing 747-200 I-DEMF "Portofino", che operava sulla rotta Roma-New York, assunse, tra il 1997 e il 1999, una livrea dedicata a questo cioccolatino. In questa livrea il bianco era sostituito dal blu, le bande verdi e rosse da altre argentee. Celebre è rimasta la frase scritta sulla fiancata: "Baci dall'Italia. Baci da Alitalia".
Nel 2009 la campagna pubblicitaria "Giovanni Don Giovanni" dell'agenzia Armando Testa, con la direzione creativa di Marco Faccio si aggiudicò il prestigioso premio Leone d'oro al Festival della Pubblicità di Cannes. Si tratta di uno dei primi esempi di diffusione nata sui social network, YouTube e Facebook.